# تپه ملک اوجاقی
تپه ملک اوجاقی مربوط به سده‌های میانی دوران‌های تاریخی پس از اسلام است و در شهرستان مشگین‌شهر، بخش مرکزی، دهستان دشت، روستای کوجنق واقع شده و این اثر در تاریخ ۱۲ شهریور ۱۳۸۶ با شمارهٔ ثبت ۱۹۴۴۸ به‌عنوان یکی از آثار ملی ایران به ثبت رسیده است.